# Вальцьовий млин Бліндера

будівля колишнього млина Ісака Бліндера

Вальцьовий млин Бліндера — борошномельне підприємство, що існувало в Києві. Засновано купцем Ісаком Бліндера. 
Споруда колишнього млина збереглася і розташована на вулиці Нижній Вал, 19-Д.

## Історія підприємства
Вальцьовий млин, за даними довідкової книги "Мукомольное дело в россии"(1909 рік), засновано 1883 року. Можливо, це одруківка, адже Ісак Бліндер володів садибою лише з 1887 року. А сама будівля млина була зведена на його замовлення у 1894 році. За 6 перших років існування млин горів двічі. Після другої пожежі у 1900 році відновлений за проектом архітектора Олександра Кобелєва. Після чергової пожежі 1914 року відновлено тим же архітектором.
За даними 1909 року, орендував млин М. Ліщинський, управляв Мортинович, мельником був У. Любовський. Працювало 24 робітники, щодоби млин перемелював 3650-4000 пудів пшениці. 
За даними довідника «Список фабрик и заводов российской империи» (1912): «Блиндеръ, Ис. Вольф., куп. Муком. мельн. г. Кіевъ, ул. Нижн.-Валъ, 19—21. Мука пшен. Выруч. по зак. 53,063 р. Двиг. электр. съ ч. с. 153. Чис. раб. 25.»
За даними довідкової книги "Весь Юго-Западный край" (1913), млин у Ісака Бліндера орендували Каган і Гальперін. Щороку млин перероблював 800 000 пудів. 
З 1916 року садибою та млином володів купець Л. Майстер. Майстер був власником до 1922 року, опісля він орендував садибу і млин. 
За даними адресної книги «Весь Киев» на 1925 г., колишній млин Бліндера значиться як 4-й Держмлин, який орендував Бейліс і Ко.  
1950 року будівлю колишнього млина реконструйовано під гуртожиток. Четвертий мансардний поверх замінено повноцінним. Нині - житловий будинок. 

## Споруда
Споруда колишнього млина Бліндера - чотириповерхова, цегляна. Зведена у цегляному стилі, має стриману оздобу. Будівля вальцьового млина Бліндера не має офіційного охоронного статусу, але розташована в межах садиби на вул. Нижній Вал, 19, що має охоронний статус. Споруда є цікавим прикладом розташування виробничої споруди всередині кварталу щільної забудови, а також - прикладом зміни призначення споруди із промислової на житлову. Це єдиний подібний приклад у Києві. Належить до числа збережених млинарських споруд на Подолі.